# Scymnus apithanus
Scymnus apithanus är en skalbaggsart som beskrevs av Gordon 1976. Scymnus apithanus ingår i släktet Scymnus och familjen nyckelpigor. Inga underarter finns listade i Catalogue of Life.